# Blåvand Fyr
Blåvandshuk Fyr, Blåvands Huk eller Blåvand Fyr er et anduvningsfyr på 39 m oprettet i 1900 som erstatning for et vinkelfyr, der var opført på en træbåke 12 år tidligere. Fyret har en flammehøjde på 55 m og fyrkarakter på tre hvide blink hvert 20. sekund. Idet Blåvands Huk er Danmarks vestligste punkt udgør Blåvand Fyr landets vestligst beliggende bygning.
Tårnet blev elektrificeret i 1948 og brugte indtil det tidspunkt traditionelle lyskilder som f.eks. glødenetsbrændere. Den pære, der anvendes i dag er på 400 W.
Oprindeligt skulle fyret sikre indsejlingen til Esbjerg Havn sammen med de to fyrskibe på Horns Rev og Grådyb, der dog ikke er i anvendelse længere.